# Aartsbisdom Valencia
Het aartsbisdom Valencia (Latijn: Archidioecesis Valentina; Valenciaans Arxidiòcesi de València; Spaans: Archidiócesis de Valencia) is een in Spanje gelegen rooms-katholiek aartsbisdom met zetel in de stad Valencia. De aartsbisschop van Valencia is metropoliet van de kerkprovincie Valencia waartoe ook de volgende suffragane bisdommen behoren:
- Bisdom Ibiza
- Bisdom Mallorca
- Bisdom Menorca
- Bisdom Orihuela-Alicante
- Bisdom Segorbe-Castellón

## Geschiedenis
De eerste aanwijzingen van een christelijke aanwezigheid in het latere aartsbisdom Valencia gaan terug op het begin van de 3e eeuw. Toen Vincentius van Zaragoza op 22 januari 304 de marteldood stierf in Valencia, bestond er al een plaatselijke christelijke gemeenschap. Het eigenlijke bisdom Valencia werd echter pas opgericht in 527, als suffragaan bisdom van het aartsbisdom Toledo.
Nadat koning Jacobus I van Aragón op 9 oktober 1238 de stad heroverd had op de moslims, werd het bisdom opnieuw opgericht. De hoofdmoskee van Valencia werd hierbij omgewijd tot kathedraal en opgedragen aan de Moeder van Christus, en meer bepaald aan het mysterie van de Tenhemelopneming, waaraan de koning bijzonder toegewijd was. De aartsbisschop van Tarragona, Pedro de Albalat, voegde het nieuwe bisdom toe aan zijn kerkprovincie. Dit veroorzaakte echter een dispuut met aartsbisschop Rodrigo Jiménez de Rada van Toledo, een dispuut dat in het voordeel van Tarragona beslecht werd.
Op 11 oktober 1470 verklaarde paus Paulus II het bisdom Valencia vrijgesteld van elk metropolitaan gezag, en plaatste hij het bisdom onder het rechtstreekse bestuur van de Heilige Stoel (iets wat kort daarvoor ook gebeurd was met het aartsbisdom Barcelona). Twaalf jaar later, op 9 juli 1492 verhief paus Innocentius VIII Valencia tot metropolitaan aartsbisdom, een beslissing die later ook door paus Alexander VI bekrachtigd werd.
In de tweede helft van de 19e en het eerste derde van de 20e eeuw kreeg het aartsbisdom te maken met sterke politiek-sociale spanningen door het opkomende antiklerikalisme. Tijdens de Spaanse Burgeroorlog vielen er vele doden onder de katholieken. Een groep van hen, José Aparicio Sanz en zijn 232 gezellen, werd op 11 maart 2001 zalig verklaard door paus Johannes Paulus II.
Bij decreet van de Heilige Consistoriale Congregatie van 6 juni 1957, in uitvoering van het Concordaat van 1953, stond het aartsbisdom Valencia de decanaten van Jijona, Villajoyosa en Callosa de Ensarriá af aan het bisdom Orihuela-Alicante; van hetzelfde bisdom kreeg Valencia de parochie Ayora in ruil. Van het bisdom Cuenca kreeg Valencia het decanaat Requena. Ten slotte kreeg Valencia van het bisdom Segorbe-Castellón de decanaten Ademuz, Alpuente en Chelva, en stond het aan hetzelfde bisdom het decanaat Villahermosa del Río af, dat bestond uit zevenentwintig parochies langs de oevers van en in de bergen rondom de Mijares.
In 2010 voerde Carlos Osoro een hervorming door van de decanaten en territoriale vicariaten, om ze aan de nieuwe bevolkingsaantallen en aan het nieuwe aantal priesters aan te passen. Hij streefde hiermee tevens een nieuw missionair dynamisme na.